# Saint-Bris-des-Bois
Saint-Bris-des-Bois és un municipi francès situat al departament del Charente Marítim i a la regió de la Nova Aquitània. L'any 2007 tenia 414 habitants.

## Demografia

### Població
El 2007 la població de fet de Saint-Bris-des-Bois era de 414 persones. Hi havia 175 famílies de les quals 52 eren unipersonals (32 homes vivint sols i 20 dones vivint soles), 44 parelles sense fills, 59 parelles amb fills i 20 famílies monoparentals amb fills.
La població ha evolucionat segons el següent gràfic:
Habitants censats

### Habitatges
El 2007 hi havia 207 habitatges, 174 eren l'habitatge principal de la família, 19 eren segones residències i 14 estaven desocupats. 201 eren cases i 2 eren apartaments. Dels 174 habitatges principals, 135 estaven ocupats pels seus propietaris, 35 estaven llogats i ocupats pels llogaters i 5 estaven cedits a títol gratuït; 1 tenia una cambra, 12 en tenien dues, 28 en tenien tres, 52 en tenien quatre i 81 en tenien cinc o més. 145 habitatges disposaven pel capbaix d'una plaça de pàrquing. A 73 habitatges hi havia un automòbil i a 86 n'hi havia dos o més.

### Piràmide de població
La piràmide de població per edats i sexe el 2009 era:
| Homes | Edats   | Dones |
| ----- | ------- | ----- |
| 0     | 95 o +  | 0     |
| 4     | 90 a 94 | 0     |
| 0     | 85 a 89 | 0     |
| 0     | 80 a 84 | 0     |
| 12    | 75 a 79 | 4     |
| 12    | 70 a 74 | 4     |
| 4     | 65 a 69 | 16    |
| 20    | 60 a 64 | 8     |
| 12    | 55 a 59 | 8     |
| 20    | 50 a 54 | 12    |
| 12    | 45 a 49 | 12    |
| 4     | 40 a 44 | 12    |
| 20    | 35 a 39 | 12    |
| 20    | 30 a 34 | 32    |
| 12    | 25 a 29 | 8     |
| 8     | 20 a 24 | 4     |
| 8     | 15 a 19 | 16    |
| 20    | 10 a 14 | 16    |
| 4     | 5 a 9   | 12    |
| 20    | 0 a 4   | 12    |

## Economia
El 2007 la població en edat de treballar era de 269 persones, 187 eren actives i 82 eren inactives. De les 187 persones actives 167 estaven ocupades (96 homes i 71 dones) i 20 estaven aturades (8 homes i 12 dones). De les 82 persones inactives 26 estaven jubilades, 22 estaven estudiant i 34 estaven classificades com a «altres inactius».

### Ingressos
El 2009 a Saint-Bris-des-Bois hi havia 171 unitats fiscals que integraven 430,5 persones, la mediana anual d'ingressos fiscals per persona era de 16.589 €.

### Activitats econòmiques
Dels 18 establiments que hi havia el 2007, 1 era d'una empresa extractiva, 2 d'empreses de fabricació d'altres productes industrials, 3 d'empreses de construcció, 5 d'empreses de comerç i reparació d'automòbils, 2 d'empreses d'hostatgeria i restauració, 1 d'una empresa immobiliària, 2 d'empreses de serveis i 2 d'empreses classificades com a «altres activitats de serveis».
Dels 4 establiments de servei als particulars que hi havia el 2009, 1 era un taller de reparació d'automòbils i de material agrícola, 2 lampisteries i 1 electricista.
L'únic establiment comercial que hi havia el 2009 era una botiga de menys de 120 m².
L'any 2000 a Saint-Bris-des-Bois hi havia 18 explotacions agrícoles que ocupaven un total de 385 hectàrees.

## Poblacions més properes
El següent diagrama mostra les poblacions més properes.